# Европско првенство у атлетици на отвореном 1990 — штафета 4 × 100 метара за мушкарце
Такмичење у трци штафета 4 х 100 м у мушкој конкуренцији на Европском првенству у атлетици 1990. у Сплиту, одржано је 31. августа и 1. септембра на стадиону Пољуд.
Титулу освојену 1986. у Штутгарту, није одбранила штафета Совјетског Савеза.

## Земље учеснице
Учествовале су 36 такмичара из 9 земаља. 
1. Источна Немачка (4)
2. Италија (4)
3. Мађарска (4)
4. Норвешка (4)
5. Португалија (4)
6. Совјетски Савез (4)
7. Уједињено Краљевство (4)
8. Француска (4)
9. Шпанија (4)

## Рекорди
| Рекорди пре почетка Европског првенства 1990.     | Рекорди пре почетка Европског првенства 1990. | Рекорди пре почетка Европског првенства 1990.                         | Рекорди пре почетка Европског првенства 1990. | Рекорди пре почетка Европског првенства 1990. | Рекорди пре почетка Европског првенства 1990. |
| ------------------------------------------------- | --------------------------------------------- | --------------------------------------------------------------------- | --------------------------------------------- | --------------------------------------------- | --------------------------------------------- |
| Светски рекорд                                    | САД                                           | Сем Гради Рон Браун Калвин Смит Карл Луис                             | 37,83                                         | Лос Анђелес, САД                              | 10. август 1984.                              |
| Европски рекорд                                   | СССР                                          | Александар Јевгењев Виктор Бризгин Владимир Муравјов Владимир Крилов  | 38,02                                         | Рим, Италија                                  | 6. септембра 1984.                            |
| Рекорди Европских првенстава                      | СССР                                          | Александар Јевгењев Николај Јушманов Владимир Муравјов Виктор Бризгин | 38,29                                         | Штутгарт, Западна Немачка                     | 31. август 1986.                              |
| Најбољи резултат сезоне у свету                   |                                               |                                                                       |                                               |                                               |                                               |
| Најбољи резултат сезоне у Европи                  |                                               |                                                                       |                                               |                                               |                                               |
| Рекорди после завршетка Европског првенства 1990. |                                               |                                                                       |                                               |                                               |                                               |
| Светски рекорд                                    | Француска                                     | Макс Моринјер Данијел Сангума Жан-Шарл Труабал Бруно Мари-Роз         | 37,79                                         | Сплит, Југославија                            | 1. септембар 1990.                            |
| Европски рекорд                                   | Француска                                     | Макс Моринјер Данијел Сангума Жан-Шарл Труабал Бруно Мари-Роз         | 37,79                                         | Сплит, Југославија                            | 1. септембар 1990.                            |
| Рекорди Европских првенстава                      | Француска                                     | Макс Моринјер Данијел Сангума Жан-Шарл Труабал Бруно Мари-Роз         | 37,79                                         | Сплит, Југославија                            | 1. септембар 1990.                            |
| Најбољи резултат сезоне у свету                   | Француска                                     | Макс Моринјер Данијел Сангума Жан-Шарл Труабал Бруно Мари-Роз         | 37,79                                         | Сплит, Југославија                            | 1. септембар 1990.                            |
| Најбољи резултат сезоне у Европи                  | Француска                                     | Макс Моринјер Данијел Сангума Жан-Шарл Труабал Бруно Мари-Роз         | 37,79                                         | Сплит, Југославија                            | 1. септембар 1990.                            |

## Освајачи медаља
|                                                                         |                                                                           |                                                              |
| Француска Макс Моринјер Данијел Сангума Жан-Шарл Труабал Бруно Мари-Роз | Уједињено Краљевство Дарен Брејтвејт Џон Риџиз Маркус Адам Линфорд Кристи | Италија Марио Лонго Ецио Мадонија Сандро Флорис Стефано Тили |

## Резултати

### Квалификације
За 7 места у финалу квалификовале су се по три првопласиране штафете из обе квалификационе групе (КВ) и једна штафете по постигнутом резултату (кв).
| Поз. | Група | Штафета              | Атлетичари                                                          | Време | Белешка |
| ---- | ----- | -------------------- | ------------------------------------------------------------------- | ----- | ------- |
| 1.   | 2     | Француска            | Макс Моринјер, Данијел Сангума, Жан-Шарл Труабал, Бруно Мари-Роз    | 38,81 | КВ      |
| 2.   | 1     | Уједињено Краљевство | Дарен Брејтвејт, Џон Риџиз, Маркус Адам, Линфорд Кристи             | 38,90 | КВ      |
| 3.   | 1     | Италија              | Марио Лонго, Ецио Мадонија, Сандро Флорис, Стефано Тили             | 39,17 | КВ      |
| 4.   | 2     | Совјетски Савез      | Innokentiy Zharov,Владимир Крилов, Олег Фатун, Александр Соколов    | 39,21 | КВ      |
| 5.   | 2     | Мађарска             | György Bakos, László Karaffa, Pál Rezák, Атила Ковач                | 39,66 | КВ      |
| 6.   | 2     | Шпанија              | Florencio Gascón, Енрике Талавера, Хосе Хавиер Аркес, Луис Родригез | 39,89 | кв      |
| 7.   | 1     | Португалија          | Fernando Damásio, Pedro Curvelo, Pedro Agostinho, Луис Барозо       | 40,01 | КВ      |
|      | 1     | Источна Немачка      | Sven Matthes, Steffen Görmer, Torsten Heimrath, Steffen Bringmann   | НЗ    |         |
|      | 1     | Норвешка             | Kennet Kjensli, Geir Moen, Vidar Jakobsen, Aham Okeke               | НЗ    |         |

### Финале
Такмичење је одржано 1. септембра.
| Место | Земља                | Атлетичари                                                          | Резултат | Белешка     |
| ----- | -------------------- | ------------------------------------------------------------------- | -------- | ----------- |
|       | Француска            | Макс Моринјер, Данијел Сангума, Жан-Шарл Труабал, Бруно Мари-Роз    | 37,79    | СР, ЕР, РЕП |
|       | Уједињено Краљевство | Дарен Брејтвејт, Џон Риџиз, Маркус Адам, Линфорд Кристи             | 37,98    |             |
|       | Италија              | Марио Лонго, Ецио Мадонија, Сандро Флорис, Стефано Тили             | 38,39    |             |
| 4     | Совјетски Савез      | Innokentiy Zharov,Владимир Крилов, Олег Фатун, Александр Соколов    | 38,46    |             |
| 5     | Мађарска             | György Bakos, László Karaffa, Pál Rezák, Атила Ковач                | 39,05    |             |
| 6     | Шпанија              | Florencio Gascón, Енрике Талавера, Хосе Хавиер Аркес, Луис Родригез | 39,10    |             |
| 7     | Португалија          | Fernando Damásio, Pedro Curvelo, Pedro Agostinho, Луис Барозо       | 39,33    |             |